# Allianz Suisse Open Gstaad 2005
L'Allianz Suisse Open Gstaad 2005 è stato un torneo di tennis giocato sulla terra rossa. È stata la 91ª edizione dell'Allianz Suisse Open Gstaad, che fa parte della categoria International Series nell'ambito dell'ATP Tour 2005. Si è giocato al Roy Emerson Arena di Gstaad in Svizzera, dal 4 al 10 luglio 2005.

## Campioni

### Singolare
Gastón Gaudio ha battuto in finale  Stan Wawrinka con il punteggio di 6-4, 6-4.

### Doppio
František Čermák /  Leoš Friedl hanno battuto in finale  Michael Kohlmann /  Rainer Schüttler per 7–6(6), 7–6(11).